# ヴィルヘルム・フィルヒナー

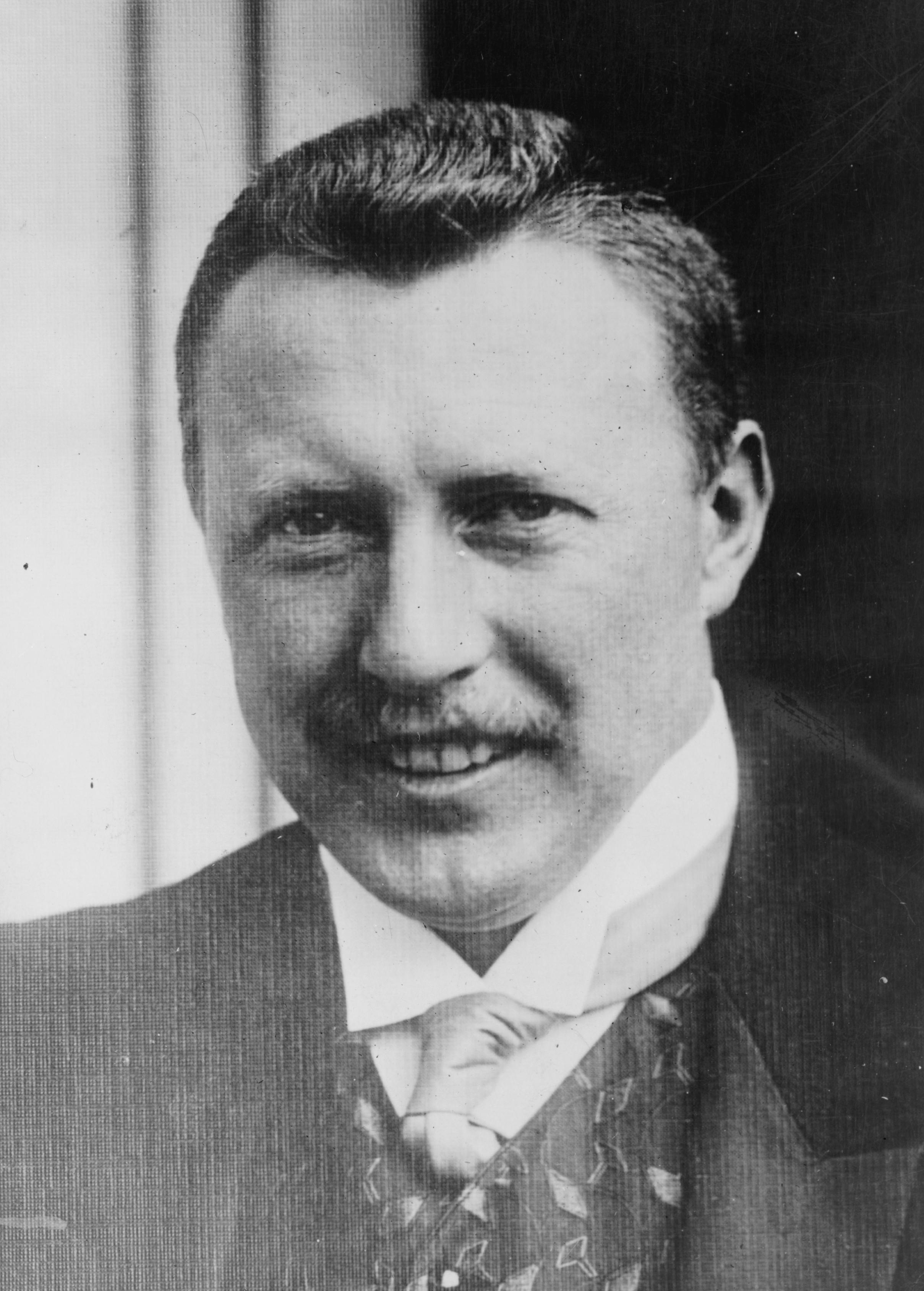
ヴィルヘルム・フィルヒナー

ヴィルヘルム・フィルヒナー（Wilhelm Filchner 、1877年9月13日 - 1957年5月7日）は、ドイツの探検家。ユーラシア内陸部および南極を探検した。

## 生涯
ミュンヘンで育ち、15歳でバイエルン王国陸軍に入隊した。
21歳でロシア帝国への探検旅行に参加した。これをきっかけに、2年後の1900年より独力でロシアへの探検旅行に出発し、コーカサス山脈やキルギスタンなどユーラシア奥地の秘境を旅した。この時、キルギスタンのオシを出てワハーン回廊を経て清領のタシュクルガンへ至る馬でのパミール高原横断を成功させた。この探検でフィルヒナーの名はバイエルンでよく知られるようになった。1903年から1905年にはチベットへの探検隊の指揮を任されている。
チベット探検からドイツへ戻ってきたフィルヒナーは、当時海岸線の形も内陸の様子も未知であった南極大陸へ探検隊を送ることを考えた。1908年には予行演習としてスピッツベルゲンへの探検を行い、1910年3月にベルリンで具体的な南極探検計画を発表した。この探検はドイツにとってはエーリッヒ・フォン・ドリガルスキーによるガウス号探検（1901年 - 1903年）に続く2回目の南極探検であり、南極を横断して、この陸地が果たして一つの大陸であるか否かを探るというのが主な目的であった。資金はあっという間に集まり、探検用の船ドイッチュラント号を買うことができた。
1911年5月4日、ドイッチュラント号はブレーマーハーフェンを出港して南極に向かった。探検隊はウェッデル海に入り、その80年前にウェッデル海を航海したジェームズ・ウェッデルよりも南奥へと進んで
南極大陸へと接近した。彼らはコーツランドの西端部分の海岸を発見し、バイエルン摂政ルイトポルト・フォン・バイエルンにちなんでルイトポルド・コースト（Luitpold Coast）と名付けた。さらにルイトポルド・コーストから西のウェッデル海が巨大な棚氷に覆われているのを発見した。この棚氷をフィルヒナーはドイツ皇帝ヴィルヘルム2世にちなんでカイザー・ヴィルヘルム棚氷と名付けた。後にヴィルヘルム2世はフィルヒナーの探検を評価してフィルヒナー自身の名を付けるよう薦めたため、現在ではフィルヒナー棚氷と呼ばれており、ウェッデル海南部を覆うフィルヒナー・ロンネ棚氷の一部とされている。
彼らは棚氷の上に越冬用の基地を作ったが、棚氷の崩落により基地は失われた。1912年3月にはドイッチュラント号も流氷に閉ざされ、探検隊は船内で越冬することになった。ドイッチュラント号は結局、12月まで氷から出ることができないままウェッデル海を漂流した。漂流中の6月には、1823年にアメリカのアザラシ猟船の船長ベンジャミン・モレルが発見報告した「ニューサウスグリーンランド」の位置に接近したため、フィルヒナーはその再発見をしようとしたが、陸地らしきものは見つからず、モレルは陸地でなくおそらく蜃気楼を見たのだと結論付けた。ドイッチュラント号は氷から脱出し、サウス・ジョージア島に戻ることに成功したが南極横断という目的は果たされないまま終わった。
フィルヒナーは再びアジア内陸部の探検へと戻り、ネパールやチベットへ多数の探検旅行に出ている。1926年から1928年は自費での青海湖周辺探検に出、1934年から1937年にかけてはドイツ政府によるチベット探検を指揮し、戻るとドイツ芸術科学国家賞（アドルフ・ヒトラーがノーベル賞に対抗して創設した賞）を受賞している。1939年からはネパール探検に出たが、第二次世界大戦が本格化した1940年から戦後の1946年まで敵国人としてインドの収容所に抑留された。戦後はマハーラーシュトラ州のプーナに住み、後にヨーロッパに戻ってスイスのチューリッヒで没した。

## 著書
- Ein Ritt über den Pamir 1903
- Das Kloster Kumbum 1906
- Das Rätsel des Matschu 1907
- Quer durch Spitzbergen, zusammen mit Heinrich Seelheim, Mittler und Sohn, Königl. Hofbuchhandlung, Berlin 1911
- Zum sechsten Erdteil. Die zweite deutsche Südpolar-Expedition Ullstein Verlag, Berlin 1922
- Tschung-Kue – Das Reich der Mitte – Alt-China vor dem Zusammenbruch Deutsche Buch-Gemeinschaft, Berlin 1924
- Sturm über Asien. Erlebnisse eines diplomatischen Geheimagenten Neufeld & Henius Verlag, Berlin 1924
- Quer durch Ost-Tibet Mittler und Sohn Buchdruckerei, Berlin 1925
- Wetterleuchten im Osten. Erlebnisse eines diplomatischen Geheimagenten Peter J. Oestergaard Verlag, Berlin 1927
- Hui-Hui - Asiens Islamkämpfe Peter J. Oestergaard Verlag, Berlin 1928
- Om mani padme hum 1928 （1926-28年のチベット探検に基づく）
- China  Asiens Hochsteppen  Ewiges Eis Herder&Co Verlagsbuchhandlung, Freiburg im Breisgau 1930
- Kumbum Dschamba Ling. Das Kloster der hunderttausend Bilder Maitreyas. Ein Ausschnitt aus Leben und Lehre des heutigen Lamaismus in Kommission bei F.A. Brockhaus, Leipzig 1933　（1926-28年のチベット探検での見聞に基づく）
- Bismillah! – Vom Huang-ho zum Indus  F.A.Brockhaus, Leipzig 1938
- Ein Forscherleben Eberhard Brockhaus, Wiesbaden 1950
- In der Fieberhölle Nepals Eberhard Brockhaus, Wiesbaden 1951
- Hindustan im Festgewand zusammen mit D. Shrîdhar Marâthe, Joseph Giesel Verlagsbuchhandlung, Celle 1953